# Xã Doylestown, Quận Bucks, Pennsylvania
Xã Doylestown (tiếng Anh: Doylestown Township) là một xã thuộc quận Bucks, tiểu bang Pennsylvania, Hoa Kỳ. Năm 2010, dân số của xã này là 17.565 người.